# 长春体育场
43°52′0.23″N 125°20′35.22″E / 43.8667306°N 125.3431167°E
长春体育场，又称南岭体育场，是中华人民共和国吉林省长春市的一座综合性体育场，亦作为长春亚泰足球俱乐部的主场使用。该体育场坐落于长春市南关区自由大路与亚泰大街交汇处。

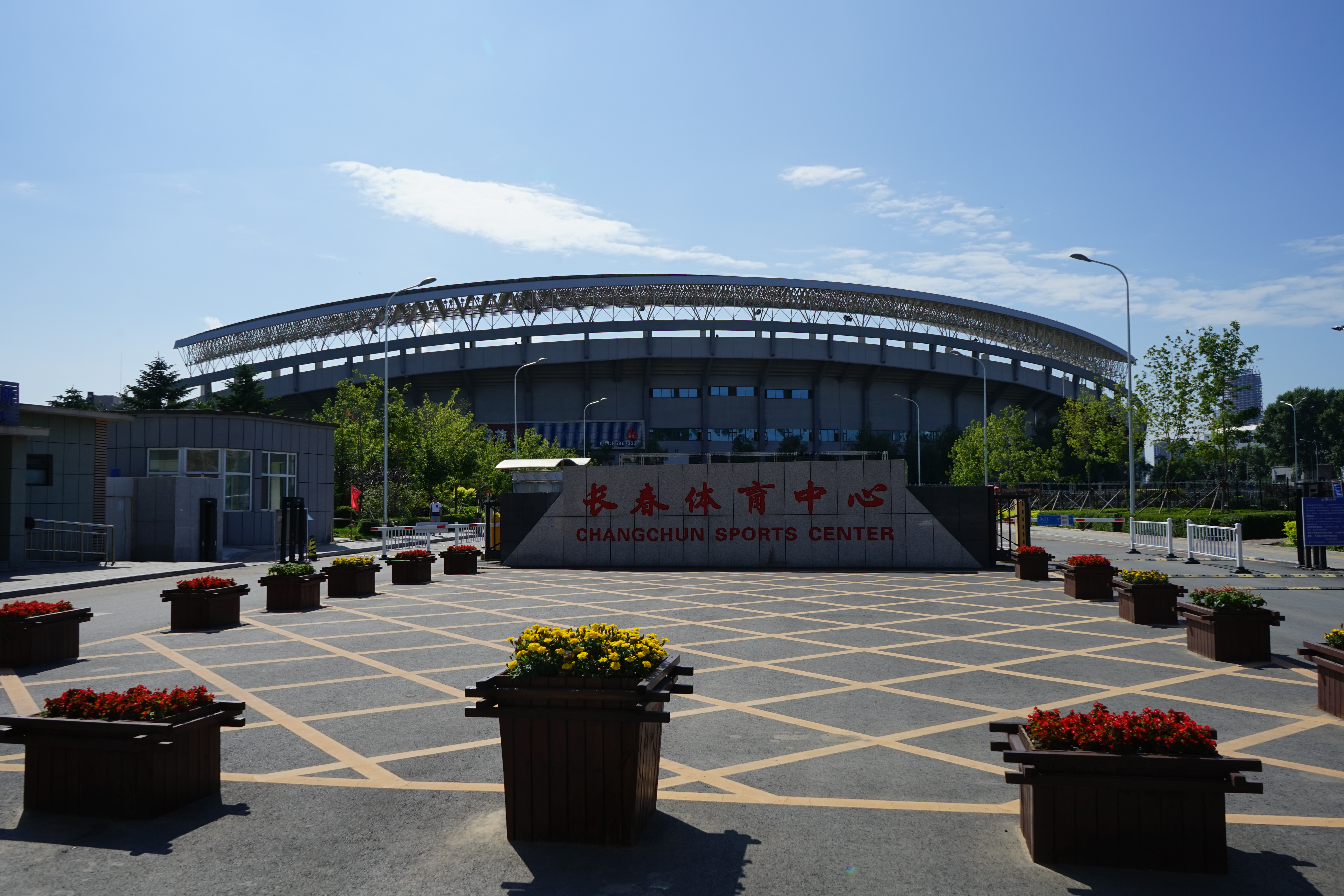
长春体育场和五环体育馆